# Roberto Kuerten Marcelino
Roberto Kuerten Marcelino (Braço do Norte, 13 de abril de 1983) é um político brasileiro.

## Vida
Filho de Newton Marcelino e Rut Kuerten. É casado com Débora Coan Marcelino e pai de 3 filhos.

## Carreira
Filiado ao Partido Social Democrático (PSD). Eleito prefeito de Braço do Norte nas eleições de 2016, assumiu o cargo em 1 de janeiro de 2017. Nas eleições municipais no Brasil em 2020, ocorridas em 15 de outubro de 2020, foram eleitos prefeito de Braço do Norte Roberto Kuerten Marcelino, e vice-prefeito Ronaldo Fornazza, com 70,38% dos votos válidos.
Um dos maiores feitos de sua administração foi a construção de uma nova ponte ligando o centro do município ao bairro Lado da União. A nova ponte foi nomeada em homenagem ao empresário braçonortense Celso Kindermann.